# Vrouwenvakschool
Vrouwenvakschool Nederland Groep (VVS) was een onderwijsinstelling die vanaf 1984 opleidingen voor herintredende, langdurig werkloze, allochtone en werkende vrouwen verzorgde. Het doel van de Vrouwenvakschool was om deze vrouwen betere kansen op de arbeidsmarkt te geven. 
Jaarlijks werden 1900 vrouwen opgeleid waarvan 80% een baan vond. De Vrouwenvakscholen vonden een brede erkenning door het Ministerie van Onderwijs, het Ministerie van Sociale Zaken en Werkgelegenheid, Arbeidsbureaus en onderwijs- en scholingsinstellingen.
Tineke Witteveen-Hevinga was mede-oprichtster (en voorzitter) van de FNV Vrouwenvakschool 'Anke Weidema' in Assen.
In 2002 ging de stichting Vrouwenvakschool na het stoppen van overheidsfinancieringen failliet. Een doorstart werd mogelijk door een fusie met DE SPIL/Chiron, ISI/Chiron en Essay/Chiron. Dit was de start van Capabel Onderwijsgroep BV.